# Samat Jarınbetov
Samat Janatulı Jarınbetov (in kazako Самат Жанатұлы Жарынбетов?; Ekibastuz, 4 gennaio 1994) è un calciatore kazako, centrocampsta del Tobyl.

## Carriera

### Club
Esordisce nel 2011 nella seconda serie kazaka con la maglia dell'Ekibastuz, rimanendovi fino al 2016.
Nel 2017 passa al Tobyl, con cui esordisce nella massima serie kazaka.

### Nazionale
Convocato per la prima volta in nazionale maggiore nell'agosto del 2021, esordisce il 4 settembre successivo in un match di qualificazione ai mondiali perso per 1-0 contro la Finlandia.

## Palmarès

### Competizioni nazionali
- Supercoppa del Kazakistan: 1

Tobıl: 2021
- Campionato kazako: 1

Tobıl: 2021